# Cleidogona tajumulco
Cleidogona tajumulco är en mångfotingart som beskrevs av Chamberlin 1952. Cleidogona tajumulco ingår i släktet Cleidogona och familjen Cleidogonidae. Inga underarter finns listade i Catalogue of Life.